# 문국진 (1970년)
문국진(1970년 7월 17일 ~ )은 문선명 총재의 4남(실제로는 7남)이다. 선문학원 이사장, 통일교 재단의 이사장으로 지내다가 여의도 파크원 소송에서 패소한 뒤 해임되었다. 미국의 총기 업체 카 암스(Kahr Arms)의 설립자이자 최고경영자다.
한편, 축구에 애정을 쏟았던 아버지(문선명)와 달리 야구에 관심이 많았으며 이로 인해 통일그룹은  2010년 넥센 히어로즈 구단 인수설이 있었는데  통일그룹 계열 일화가 넥센 히어로즈와 2010년부터 스폰서십 계약을 체결하기도 했다.